# سگا نومد
سگا نومد(به انگلیسی: Sega Nomad) (که همچنین با نامهای سگا جنسیس نومد و نومد شناخته می‌شود) یک کنسول بازی دستی است که در بازار آمریکای شمالی عرضه شده که پس از کنسول سگا گیم گیر معرفی شد، امکان اجرای بازی های سگا مگا درایو / جنسیس را داشت . توانایی اجرای کارتریج‌های سگا مگا درایو/جنسیس را دارا می‌بود. این دستگاه مشابه سگا مگا جت است که در ژاپن عرضه شد، اما دارای یک صفحه نمایش داخلی است در حالی که مگا جت به یک صفحه نمایش جداگانه نیاز دارد.

نومد هرگر به صورت رسمی در بازارهای پال مانند اروپا و استرالیا عرضه نشد، گرچه کلید ان‌تی‌اس‌سی/پال را در مدار داخلی خود دارا بود. این کنسون در ژاپن پس از یک وقفه که طی آن مگا جت فروخنه می‌شد وارد بازار شد. نومد یکی از معدود دستگاه‌های سگا است که می‌تواند بیشتر بازی‌ها را بدون در نظر گرفتن سیستم منطقه ارائه بازی و بدون مبدل انجام دهد. در زمان طراحی با نام پروژه ونوس(زهره) شناخته می‌شد که بر اساس سیاست آن زمان سگا، نام پروژه‌ها از سیارات گرفته می‌شد.